# Lluís Planas i Calvet

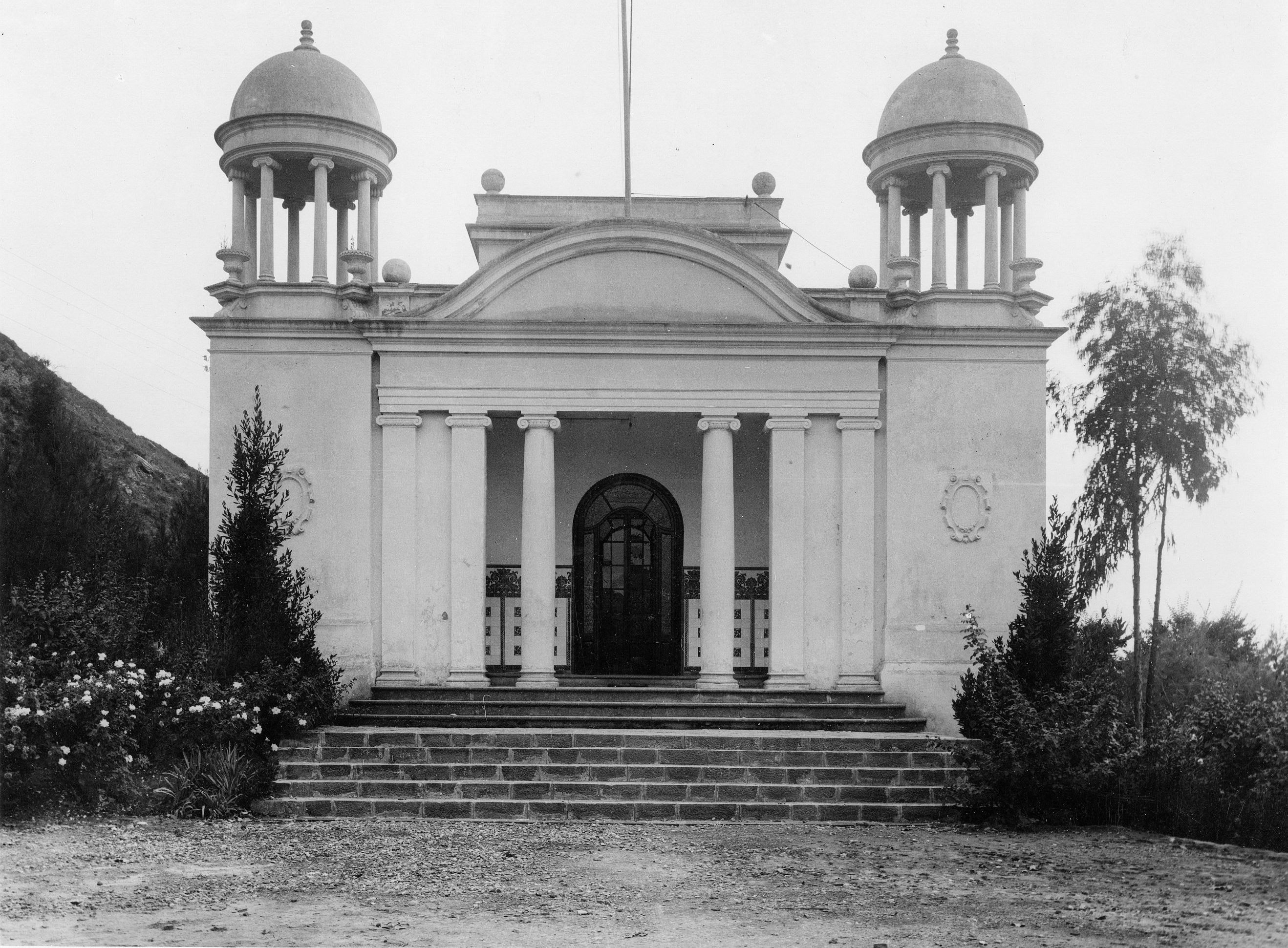
Biblioteca Popular de Sallent (1918)

Lluís Planas i Calvet (Barcelona, 15 de maig de 1879-1954) fou un arquitecte català. Titulat l'any 1906 a l'Escola d'Arquitectura de Barcelona, va treballar entre els anys 1908 i 1915 al despatx de Josep Puig i Cadafalch, i posteriorment al Servei de Construccions de la Mancomunitat de Catalunya.
La seva obra s'inclou dins de l'estètica del noucentisme, tot i que els primers edificis, fins al 1911, són d'estil modernista. En aquesta primera època projectà la Casa Santamaria (1908) i la Casa Pujadas (1909) a La Garriga i la Fàbrica Blanch (1910) a Barcelona.
Amb el seu projecte, presentat el 1916, es van construir les primeres Biblioteques Populars de la Mancomunitat de Catalunya a Valls, Olot, Sallent, les Borges Blanques (1918) i Canet de Mar (1919). També són seves la Biblioteca Popular Serra Moret de Pineda de Mar -que projectà el 1920 segons consta als plànols de l'Arxiu Històric de la Diputació de Barcelona, i que sovint ha estat atribuïda erròniament a Isidre Puig Boada-, i la Biblioteca del Vendrell (1920).
Altres edificis projectats per Lluís Planas i Calvet són l'Ajuntament de La Roca del Vallès, les escoles Escasany a Cardona (1924), diversos edificis d'habitatges a Barcelona (cases 8 i 10 del Passeig de la Font d'en Fargas, del 1910 aproximadament, Casa Pons del carrer Bailén número 25), i nombroses cases d'estiueig (a Cardedeu, Vilanova del Vallès, Viladrau, Centelles, Sitges). El 1913 va reformar els interiors de l'Edifici del Rellotge de l'Escola Industrial de Barcelona.